# Gostyń
Gostyń és una ciutat de Polònia, pertany al voivodat de Gran Polònia. Es troba a 59 km al sud de Poznań. El 2018 tenia 20.192 habitants.

## Monuments
- La basílica i el monestir de la Muntanya Sagrada (Święta Góra), un important santuari marià de Gran Polònia, es troba a uns pocs quilòmetres a l'est de la ciutat, a la vila de Głogówko. L'església, d'estil barroc, fou construïda entre el 1675 i el 1698. La congregació de l'Oratori de Sant Felip Neri regenta actualment aquest santuari.

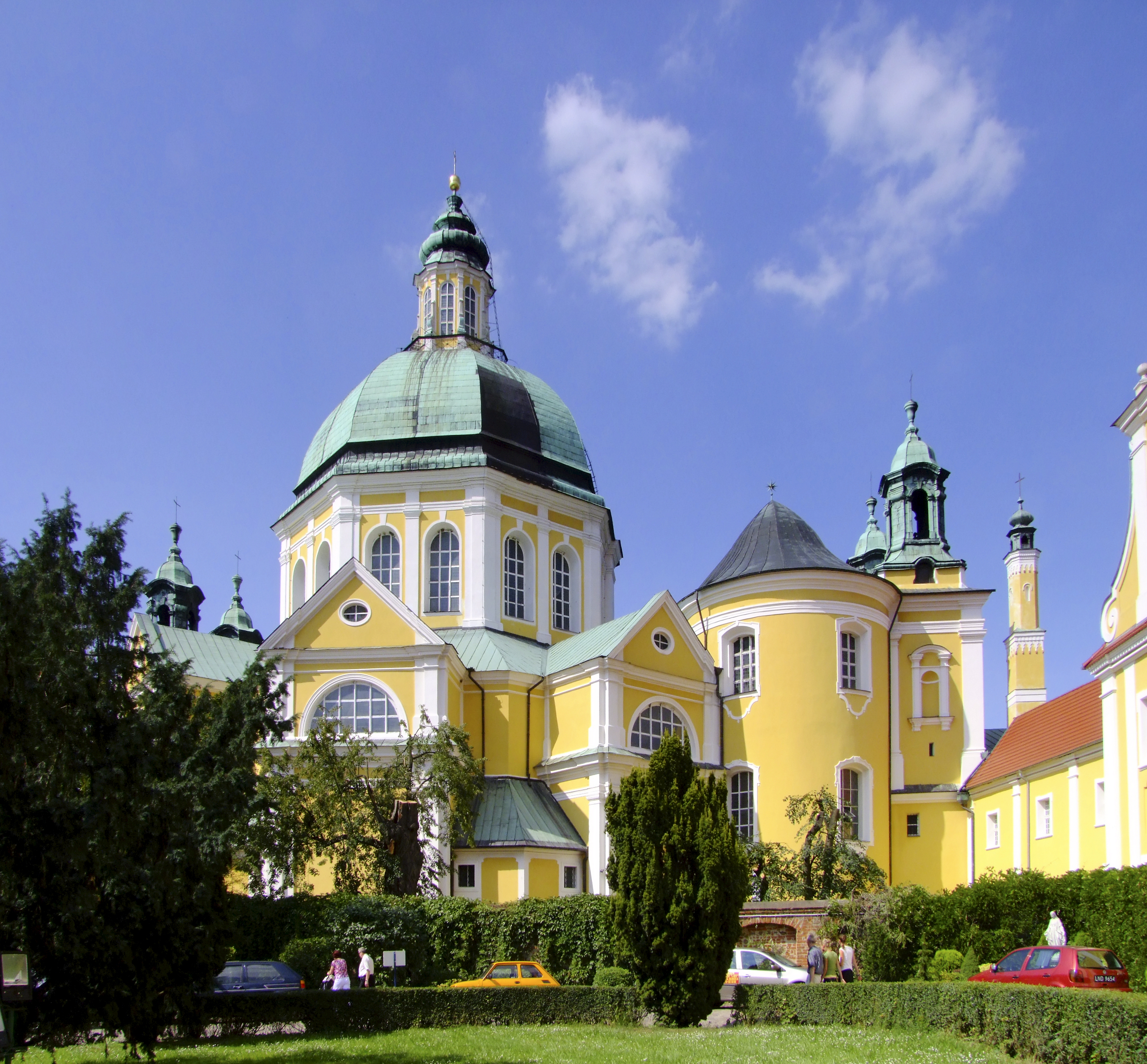
Vista exterior de la basílica.
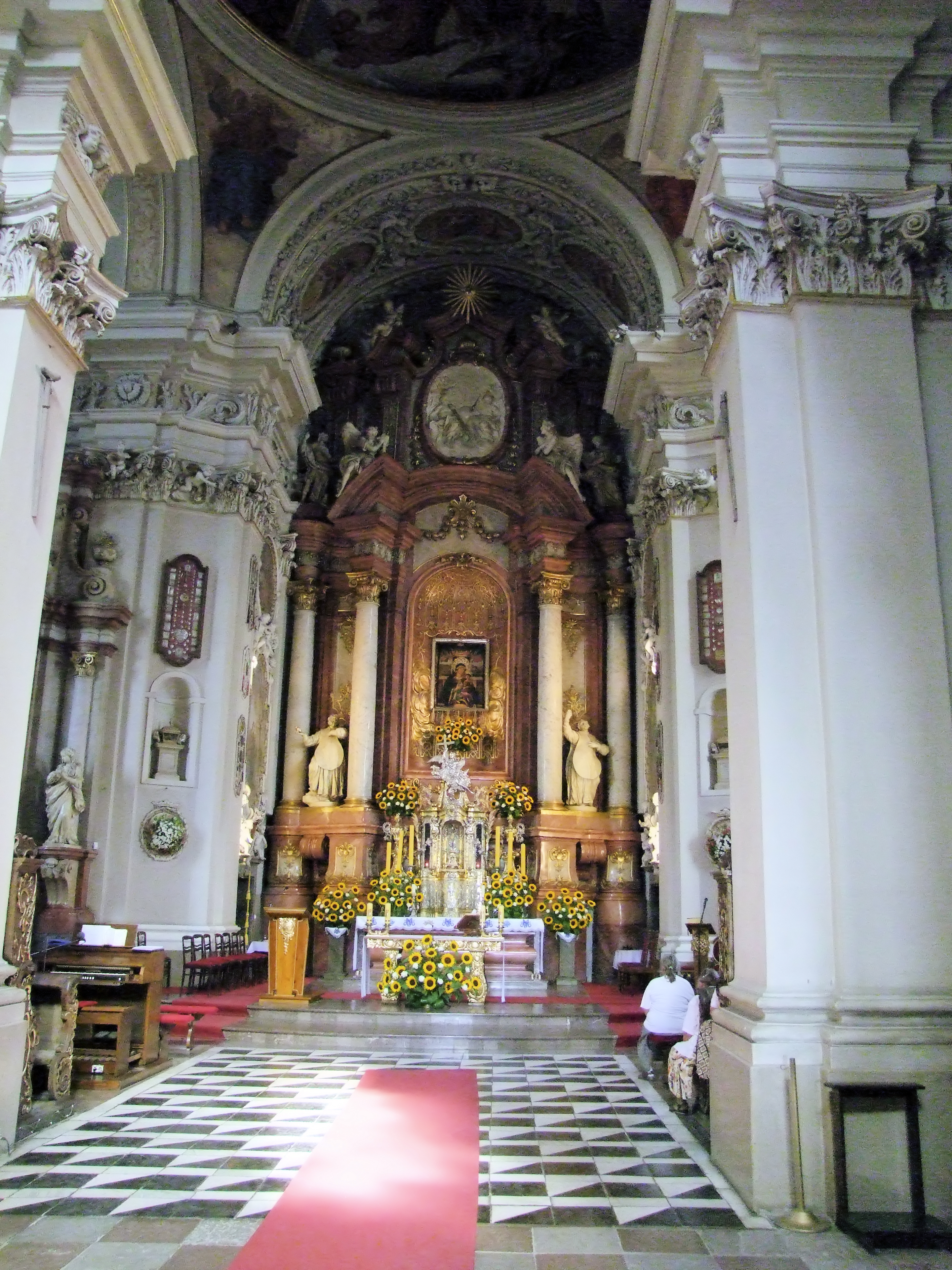
Vista interior de la basílica.
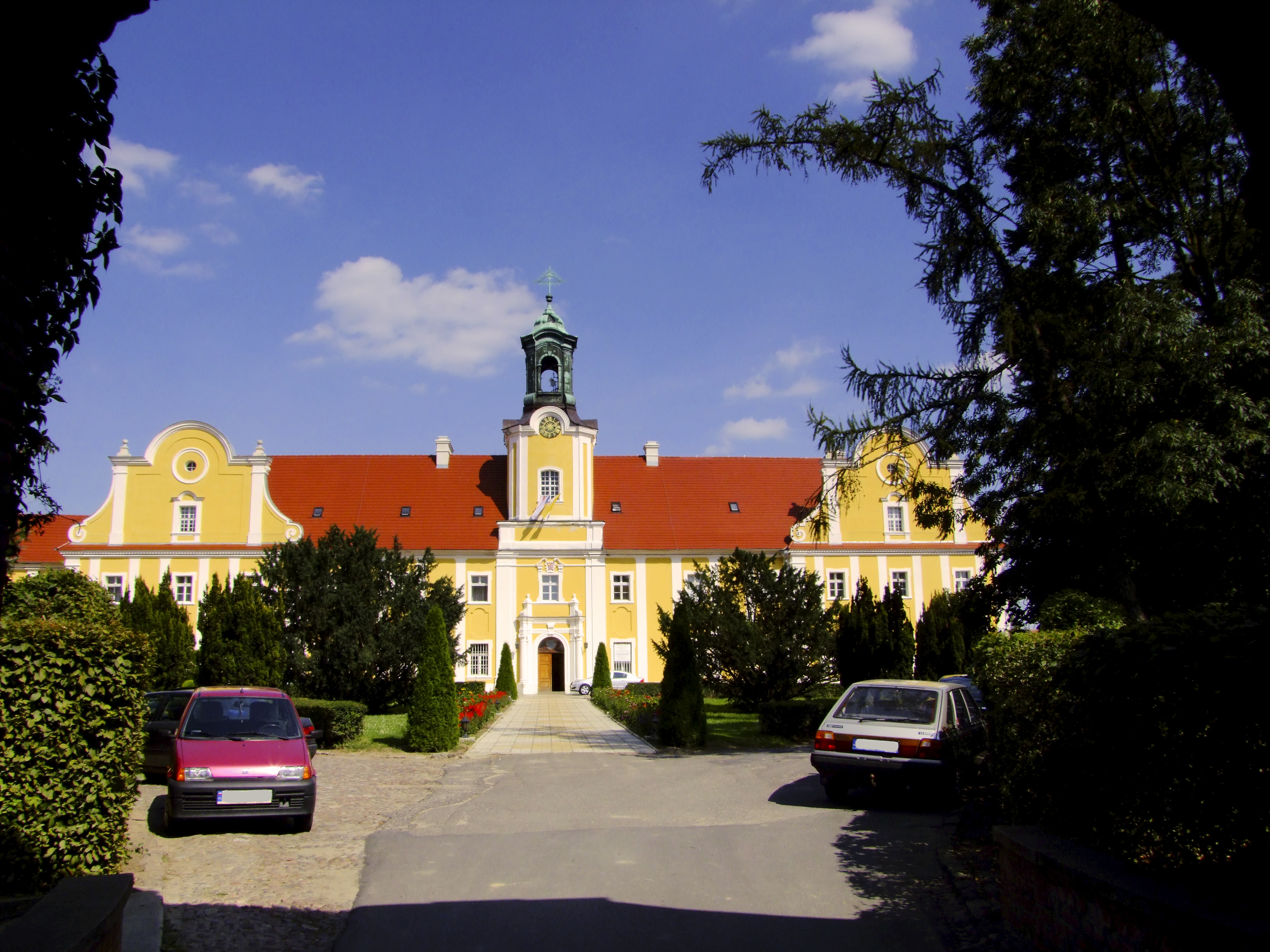
Vista dels edificis del monestir.

Plantilla:Message galerie
- L'ajuntament de la ciutat, construït a mitjan segle XIX
- L'església neogòtica de Sanat Margarida d'Antioquia, el primer edifici es remunta al segle xv, i reconstruït després d'un incendi el 1689
- L'església de l'Esperit Sant, construïda entre el 1907 i el 1909

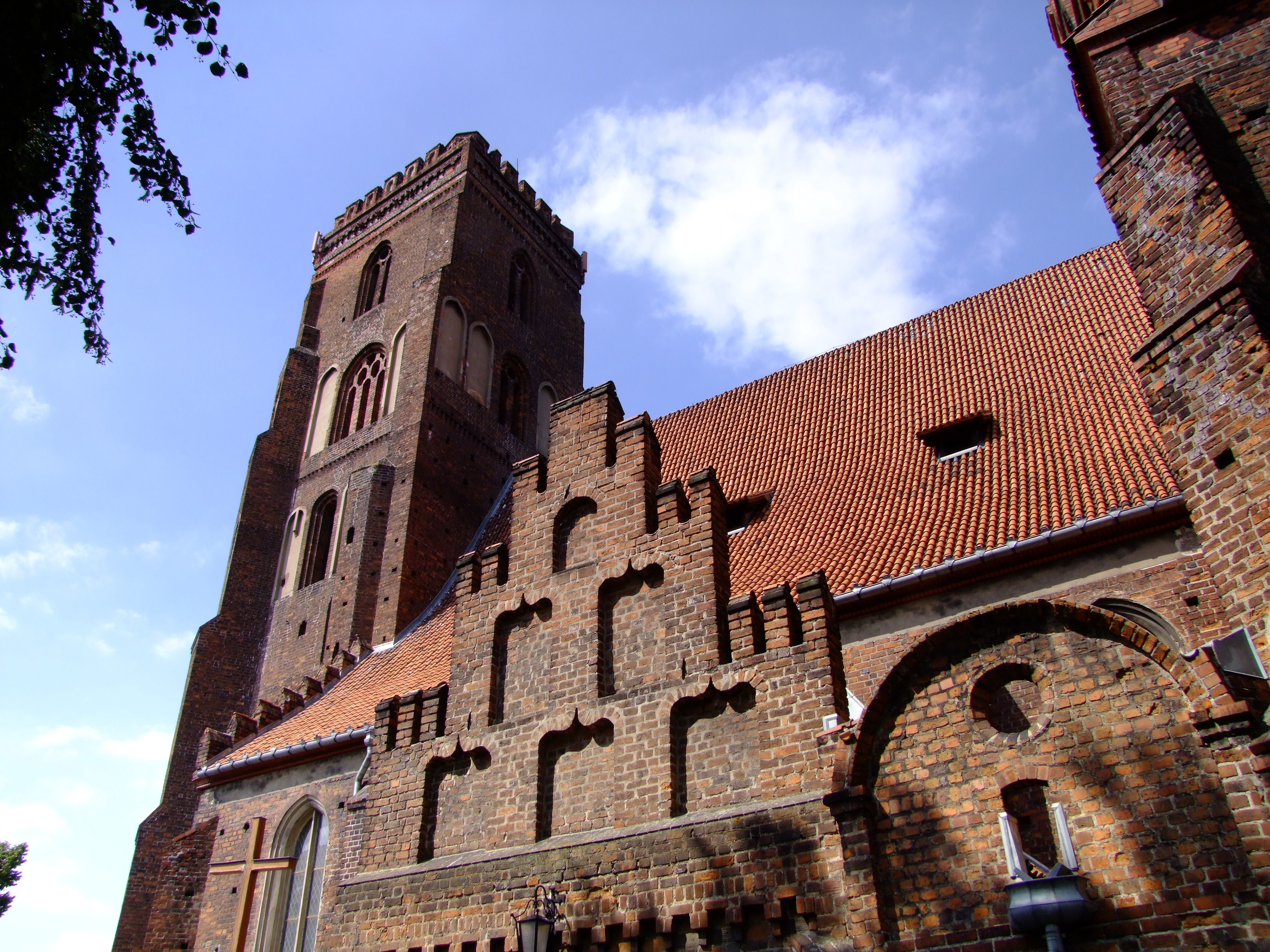
L'església de Santa Margarida
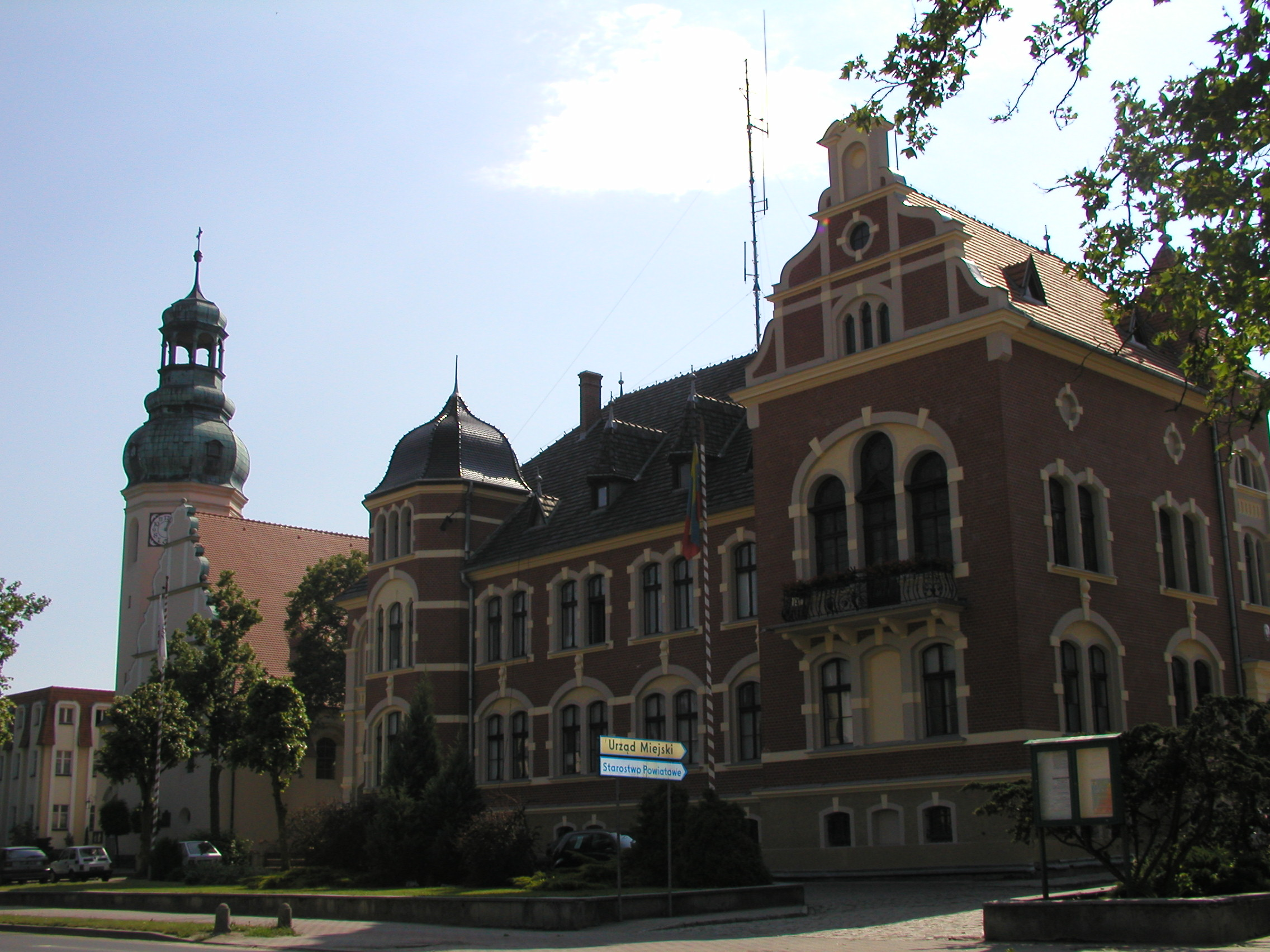
(a l'esquerra)L'església de l'Esperit Sant
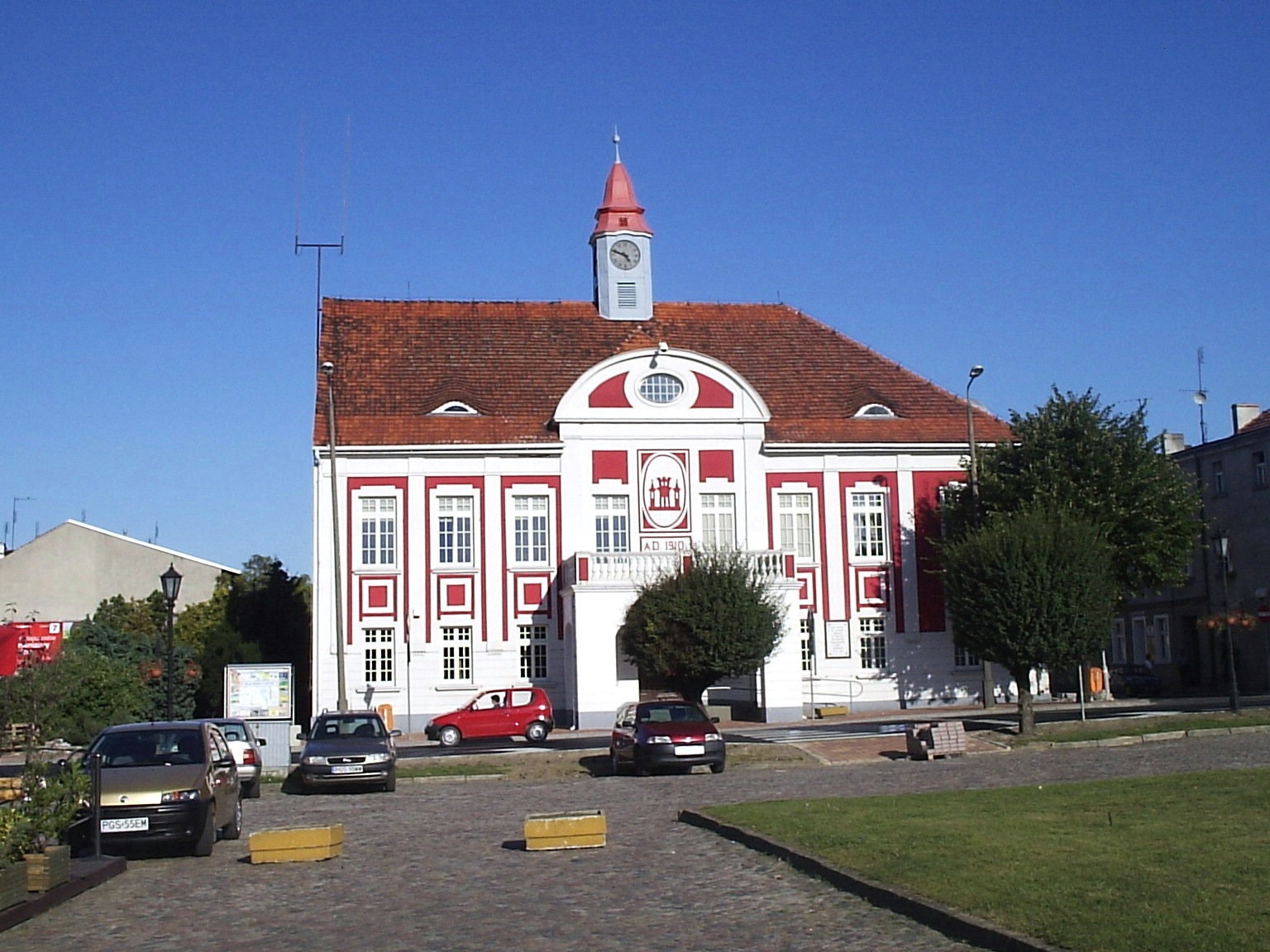
L'ajuntament